# Vojaško odlikovanje
Vojaška odlikovanja so odlikovanja, ki so podeljena civilnim in vojaškim osebam za njihove zasluge v oboroženih silah in/ali med vojno oziroma oboroženim konfliktom.